# Tony Award alla migliore colonna sonora originale
Il Tony Award alla miglior colonna sonora originale (Tony Award for Best Original Score) è una categoria del Tony Award, e un premio che dal 1947 celebra la colonna sonora di un musical o di uno spettacolo considerato il migliore della stagione a Broadway. La partitura di un compositore e da un librettista deve essere stata appositamente scritta per il teatro e un musical composto da pezzi di musical differenti non può essere considerato per un Tony in questa categoria.
Questa categoria ha subito alcune modifiche minori nel corso degli anni. Nel 1947, 1950, 1951 e 1962, ad esempio, il premio fu assegnato solo al compositore. Nel 1971 i due premi furono separati, ma furono entrambi vinti da Stephen Sondheim, autore di musiche e libretto di Company.
Solo quattro spettacoli di prosa furono candidati in questa categoria: Much Ado About Nothing nel 1973, The Song of Jacob Zulu nel 1993, La dodicesima notte nel 1999, da Enron e Fences nel 2010.

## Vincitori e candidati

### Anni 1940
- 1947: Street Scene – Kurt Weill (musiche)
- 1949: Kiss Me, Kate – Cole Porter (musiche e testi)

### Anni 1950
- 1950: South Pacific – Richard Rodgers (musiche)
- 1951: Call Me Madam – Irving Berlin (musiche)

### Anni 1960
- 1962: No Strings – Richard Rodgers (musiche e testi)
  - Kwamina – Richard Adler (musiche e testi)
  - Milk and Honey – Jerry Herman (musiche e testi)
  - How to Succeed in Business Without Really Trying – Frank Loesser (musiche e testi)
- 1963: Oliver! – Lionel Bart (musiche e testi)
  - Stop the World - I Want to Get Off – Anthony Newley (musiche) e Leslie Bricusse (testi)
  - Little Me – Cy Coleman (musiche) e Carolyn Leigh (testi)
  - Bravo Giovanni – Milton Schafer (musiche) e Ronny Graham (testi)
- 1964: Hello, Dolly! – Jerry Herman (musiche e testi)
  - High Spirits – Hugh Martin e Timothy Gray (musiche e testi)
  - 110 in the Shade – Harvey Schmidt (musiche) e Tom Jones (testi)
  - Funny Girl – Jule Styne (musiche) e Bob Merrill (testi)
- 1965: Fiddler on the Roof – Jerry Bock (musiche) e Sheldon Harnick (testi)
  - The Roar of the Greasepaint - The Smell of the Crowd – Anthony Newley (musiche) e Leslie Bricusse (testi)
  - Half a Sixpence – David Heneker (musiche e testi)
  - Do I Hear a Waltz? – Richard Rodgers (musiche) e Stephen Sondheim (testi)

- 1966: Man of La Mancha – Mitch Leigh (musiche) e Joe Darion (testi)
  - Sweet Charity – Cy Coleman (musiche) e Dorothy Fields (testi)
  - Mame – Jerry Herman (musiche e testi)
  - On a Clear Day You Can See Forever – Burton Lane (musiche) e Alan Jay Lerner (testi)
- 1967: Cabaret – John Kander (musiche) e Fred Ebb (testi)
  - The Apple Tree – Jerry Bock (musiche) e Sheldon Harnick (testi)
  - Walking Happy – Jimmy Van Heusen (musiche) e Sammy Cahn (testi)
  - I Do! I Do! – Harvey Schmidt (musiche) e Tom Jones (testi)
- 1968: Hallelujah, Baby! – Jule Styne (musiche), Betty Comden e Adolph Green (testi)
  - How Now Dow Jones – Elmer Bernstein (musiche) e Carolyn Leigh (testi)
  - Illya Darling – Manos Hadjidakis (musiche) e Joe Darion (testi)
  - The Happy Time – John Kander (musiche) e Fred Ebb (testi)

### Anni 1970
- 1971: Company – Stephen Sondheim (musiche e testi)
  - The Rothschilds – Jerry Bock (musiche) e Sheldon Harnick (testi)
  - The Me Nobody Knows – Gary William Friedman (musiche) e Will Holt (testi)
- 1972: Follies – Stephen Sondheim (musiche e testi)
  - Ain't Supposed to Die a Natural Death – Melvin Van Peebles (musiche e testi)
  - Jesus Christ Superstar – Andrew Lloyd Webber (musiche) e Tim Rice (testi)
  - Two Gentlemen of Verona – Galt MacDermot (musiche) e John Guare (testi)
- 1973: A Little Night Music – Stephen Sondheim (musiche e testi)
  - Don't Bother Me, I Can't Cope – Micki Grant (musiche e testi)
  - Much Ado About Nothing – Peter Link (musiche)
  - Pippin – Stephen Schwartz (musiche e testi)
- 1974: Gigi – Frederick Loewe (musiche) e Alan Jay Lerner (testi)
  - The Good Doctor – Peter Link (musiche) e Neil Simon (testi)
  - Raisin – Judd Woldin (musiche) e Robert Brittan (testi)
  - Seesaw – Cy Coleman (musiche) e Dorothy Fields (testi)
- 1975: The Wiz – Charlie Smalls (musiche e testi)
  - Letter for Queen Victoria – Alan Lloyd (musiche e testi)
  - Shenandoah – Gary Geld (musiche) e Peter Udell (testi)
  - The Lieutenant – Gene Curty, Nitra Scharfman e Chuck Strand (musiche e testi)

- 1976: A Chorus Line – Marvin Hamlisch (musiche) e Edward Kleban (testi)
  - Chicago – John Kander (musiche) e Fred Ebb (testi)
  - Pacific Overtures – Stephen Sondheim (musiche e testi)
  - Treemonisha – Scott Joplin
- 1977: Annie – Charles Strouse (musiche) e Martin Charnin (testi)
  - Godspell – Stephen Schwartz (musiche e testi)
  - I Love My Wife – Cy Coleman (musiche) e Michael Stewart (testi)
  - Happy End – Kurt Weill (musiche), Bertolt Brecht (testi) e Michael Feingold (adattamento)
- 1978: On the Twentieth Century – Cy Coleman (musiche), Betty Comden e Adolph Green (testi)
  - The Act – John Kander (musiche) e Fred Ebb (testi)
  - Runaways – Elizabeth Swados (musiche e testi)
  - Working – Craig Carnelia, Stephen Schwartz, Micki Grant, Mary Rodgers, James Taylor e Susan Birkenhead (musiche e testi)
- 1979: Sweeney Todd – Stephen Sondheim (musiche e testi)
  - Carmelina – Burton Lane (musiche) e Alan Jay Lerner (testi)
  - Eubie! – Eubie Blake (musiche), Noble Sissle, Andy Razafe, F.E. Miller, Johnny Brandon e Jim Europe (testi)
  - The Grand Tour – Jerry Herman (musiche e testi)

### Anni 1980
- 1980: Evita – Andrew Lloyd Webber (musiche) e Tim Rice (testi)
  - A Day in Hollywood/A Night in the Ukraine – Frank Lazarus (musiche) e Dick Vosburgh (testi)
  - Barnum – Cy Coleman (musiche) e Michael Stewart (testi)
  - Sugar Babies – Arthur Malvin (musiche e testi)
- 1981: Woman of the Year – John Kander (musiche) e Fred Ebb (testi)
  - Charlie and Algernon – Charles Strouse (musiche) e David Rogers (testi)
  - Copperfield – Al Kasha e Joel Hirschhorn (musiche e testi)
  - Shakespeare's Cabaret – Lance Mulcahy (musiche)
- 1982: Nine – Maury Yeston (musiche e testi)
  - Dreamgirls – Henry Krieger (musiche) e Tom Eyen (testi)
  - Joseph and the Amazing Technicolor Dreamcoat – Andrew Lloyd Webber (musiche) e Tim Rice (testi)
  - Merrily We Roll Along – Stephen Sondheim (musiche e testi)
- 1983: Cats – Andrew Lloyd Webber (musiche) e T. S. Eliot (testi)
  - A Doll's Life – Larry Grossman (musiche), Betty Comden e Adolph Green (testi)
  - Merlin – Elmer Bernstein (musiche) e Don Black (testi)
  - Seven Brides for Seven Brothers – Gene de Paul (musiche), Al Kasha e Joel Hirschhorn (musiche e testi) e Johnny Mercer (testi)
- 1984: La Cage aux Folles – Jerry Herman (musiche e testi)
  - Baby – David Shire (musiche) e Richard Maltby, Jr. (testi)
  - The Rink – John Kander (musiche) e Fred Ebb (testi)
  - Sunday in the Park with George – Stephen Sondheim (musiche e testi)

- 1985: Big River – Roger Miller (musiche e testi)
  - Grind – Larry Grossman (musiche) e Ellen Fitzhugh (testi)
  - Quilters – Barbara Damashek (musiche e testi)
- 1986: The Mystery of Edwin Drood – Rupert Holmes (musiche e testi)
  - The News – Paul Schierhorn (musiche e testi)
  - Song and Dance – Andrew Lloyd Webber (musiche), Don Black e Richard Maltby, Jr. (testi)
  - Wind in the Willows – William P. Perry (musiche) e Roger McGough (testi)
- 1987: Les Misérables – Claude-Michel Schönberg (musiche) e Herbert Kretzmer (testi)
  - Me and My Girl – Noel Gay (musiche), L. Arthur Rose e Douglas Furber (testi)
  - Rags – Charles Strouse (musiche) e Stephen Schwartz (testi)
  - Starlight Express – Andrew Lloyd Webber (musiche) e Richard Stilgoe (testi)
- 1988: Into the Woods – Stephen Sondheim (musiche e testi)
  - The Phantom of the Opera – Andrew Lloyd Webber (musiche), Charles Hart e Richard Stilgoe (testi)
  - Romance/Romance – Keith Herrmann (musiche) e Barry Harman (testi)
  - Sarafina! – Mbongeni Ngema e Hugh Masakela (musiche e testi)

### Anni 1990
- 1990: City of Angels – Cy Coleman (musiche) e David Zippel (testi)
  - Aspects of Love – Andrew Lloyd Webber (musiche), Don Black e Charles Hart (testi)
  - Grand Hotel the Musical – Robert Wright, George Forrest e Maury Yeston (musiche e testi)
  - Meet Me in St. Louis – Hugh Martin e Ralph Blane (musiche e testi)
- 1991: The Will Rogers Follies –  Cy Coleman (musiche), Betty Comden e Adolph Green (testi)
  - Once on This Island – Stephen Flaherty (musiche) e Lynn Ahrens (testi)
  - Miss Saigon – Claude-Michel Schönberg (musiche), Richard Maltby, Jr. e Alain Boublil (testi)
  - The Secret Garden – Lucy Simon (musiche) e Marsha Norman (testi)
- 1992: Falsettos – William Finn (musiche e testi)
  - Jelly's Last Jam – Jelly Roll Morton e Luther Henderson (musiche) e Susan Birkenhead (testi)
  - Metro – Janusz Stokłosa (musiche), Agata Miklaszewska, Maryna Miklaszewska e Mary Bracken Phillips (testi)
  - Nick e Nora – Charles Strouse (musiche) e Richard Maltby, Jr. (testi)
- 1993: (pareggio)
- Kiss of the Spider Woman – John Kander (musiche) and Fred Ebb (testi)
- Tommy – Pete Townshend (musiche e testi)
  - Anna Karenina – Daniel Levine (musiche) e Peter Kellogg (testi)
  - The Song of Jacob Zulu – Ladysmith Black Mambazo (musiche e testi) e Tug Yourgrau (testi)
- 1994: Passion – Stephen Sondheim (musiche e testi)
  - Beauty and the Beast – Alan Menken (musiche), Howard Ashman e Tim Rice (testi)
  - Cyrano: The Musical – Ad van Dijk (musiche), Koen van Dijk, Peter Reeves e Sheldon Harnick (testi)

- 1995: Sunset Boulevard – Andrew Lloyd Webber (musiche), Don Black e Christopher Hampton (testi)
- 1996: Rent – Jonathan Larson (musiche e testi)
  - Big: The Musical – David Shire (musiche) e Richard Maltby, Jr. (testi)
  - Bring in 'da Noise, Bring in 'da Funk – Daryl Waters e Zane Mark (musiche), Ann Duquesnay (musiche e testi), George C. Wolfe e Reg E. Gaines (testi)
  - State Fair – Richard Rodgers (musiche) e Oscar Hammerstein II (testi)
- 1997: Titanic – Maury Yeston (musiche e testi)
  - Juan Darien – Elliot Goldenthal (musiche e testi)
  - The Life – Cy Coleman (musiche) e Ira Gasman (testi)
  - Steel Pier – John Kander (musiche) e Fred Ebb (testi)
- 1998: Ragtime – Stephen Flaherty (musiche) e Lynn Ahrens (testi)
  - The Capeman – Paul Simon (musichel) e Derek Walcott (testi)
  - The Lion King – Elton John e Hans Zimmer (musiche), Tim Rice and Julie Taymor (testi), Lebo M, Mark Mancina e Jay Rifkin (musiche e testi)
  - Side Show – Henry Krieger (musiche) e Bill Russell (testi)
- 1999: Parade – Jason Robert Brown (musiche e testi)
  - The Civil War – Frank Wildhorn (musiche) e Jack Murphy (testi)
  - Footloose – Tom Snow (musiche), Dean Pitchford (testi), Kenny Loggins, Eric Carmen, Sammy Hagar e Jim Steinman (musiche e testi)
  - Twelfth Night – Jeanine Tesori (musiche)

### Anni 2000
- 2000: Aida – Elton John (musiche) e Tim Rice (testi)
  - James Joyce's The Dead – Shaun Davey (musiche e testi) e Richard Nelson (testi)
  - Marie Christine – Michael John LaChiusa (musiche e testi)
  - The Wild Party – Michael John LaChiusa (musiche e testi)
- 2001: The Producers – Mel Brooks (musiche e testi)
  - A Class Act – Edward Kleban (musiche e testi)
  - The Full Monty – David Yazbek (musiche e testi)
  - Jane Eyre – Paul Gordon (musiche e testi) e John Caird (testi)
- 2002: Urinetown – Mark Hollmann (musiche e testi) e Greg Kotis (testi)
  - Sweet Smell of Success – Marvin Hamlisch (musiche) e Craig Carnelia (testi)
  - Thou Shalt Not – Harry Connick, Jr. (musiche e testi)
  - Thoroughly Modern Millie – Jeanine Tesori (musiche) e Dick Scanlan (testi)
- 2003: Hairspray – Marc Shaiman (musiche e testi) e Scott Wittman (testi)
  - Amour – Michel Legrand (musiche), Didier van Cauwelaert e Jeremy Sams (testi)
  - Urban Cowboy – vari compositori
  - A Year with Frog and Toad – Robert Reale (musiche) e Willie Reale (testi)
- 2004: Avenue Q – Robert Lopez (musiche e testi) e Jeff Marx (musiche e testi)
  - Caroline, or Change – Jeanine Tesori (musiche) e Tony Kushner (testi)
  - Taboo – Boy George (musiche e testi)
  - Wicked – Stephen Schwartz (musiche e testi)

- 2005: The Light in the Piazza – Adam Guettel (musiche e testi)
  - Dirty Rotten Scoundrels – David Yazbek (musiche e testi)
  - Monty Python's Spamalot – John Du Prez (musiche) e Eric Idle (musiche e testi)
  - The 25th Annual Putnam County Spelling Bee – William Finn (musiche e testi)
- 2006: The Drowsy Chaperone – Lisa Lambert e Greg Morrison (musiche e testi)
  - The Color Purple – Brenda Russell, Allee Willis e Stephen Bray (musiche e testi)
  - The Wedding Singer – Matthew Sklar (musiche) e Chad Beguelin (testi)
  - The Woman in White – Andrew Lloyd Webber (musiche) e David Zippel (testi)
- 2007: Spring Awakening – Duncan Sheik (musiche) e Steven Sater (testi)
  - Curtains – John Kander (musiche and testi), Fred Ebb e Rupert Holmes (testi)
  - Grey Gardens – Scott Frankel (musiche) e Michael Korie (testi)
  - Legally Blonde – Laurence O'Keefe e Nell Benjamin (musiche e testi)
- 2008: In the Heights – Lin-Manuel Miranda (musiche e testi)
  - Cry-Baby – David Javerbaum e Adam Schlesinger (musiche e testi)
  - The Little Mermaid – Alan Menken (musiche), Howard Ashman e Glenn Slater (testi)
  - Passing Strange – Stew (musiche e testi) e Heidi Rodewald (musiche)
- 2009: Next to Normal – Tom Kitt (musiche) e Brian Yorkey (testi)
  - 9 to 5 – Dolly Parton (musiche e testi)
  - Billy Elliot the Musical – Elton John (musiche) e Lee Hall (testi)
  - Shrek the Musical – Jeanine Tesori (musiche) e David Lindsay-Abaire (testi)

### Anni 2010
- 2010: Memphis – David Bryan (musiche e testi) e Joe DiPietro (testi)
  - The Addams Family – Andrew Lippa (musiche e testi)
  - Enron – Adam Cork (musiche) e Lucy Prebble (testi)
  - Fences – Branford Marsalis (musiche)
- 2011: The Book of Mormon – Trey Parker, Robert Lopez and Matt Stone (musiche e testi)
  - The Scottsboro Boys – John Kander e Fred Ebb (musiche e testi)
  - Sister Act – Alan Menken (musiche) e Glenn Slater (testi)
  - Women on the Verge of a Nervous Breakdown – David Yazbek (musiche e testi)
- 2012: Newsies – Alan Menken (musiche) e Jack Feldman (testi)
  - Bonnie & Clyde – Frank Wildhorn (musiche) e Don Black (testi)
  - One Man, Two Guvnors – Grant Olding (musiche e testi)
  - Peter and the Starcatcher – Wayne Barker (musiche) e Rick Elice (testi)
- 2013: Kinky Boots – Cyndi Lauper (musiche e testi)
  - A Christmas Story, the Musical – Benj Pasek e Justin Paul (musiche e testi)
  - Hands on a Hardbody – Trey Anastasio (musiche) e Amanda Green (musiche e testi)
  - Matilda the Musical – Tim Minchin (musiche e testi)
- 2014: The Bridges of Madison County – Jason Robert Brown (musiche e testi)
  - Aladdin – Alan Menken (musiche), Howard Ashman, Tim Rice e Chad Begeulin (testi)
  - A Gentleman's Guide to Love and Murder – Steven Lutvak (musiche e testi) e Robert L. Freedman (testi)
  - If/Then – Tom Kitt (musiche) e Brian Yorkey (testi)
- 2015: Fun Home – Jeanine Tesori (musiche) e Lisa Kron (testi)
  - The Last Ship – Sting (musiche e testi)
  - Something Rotten! – Wayne Kirkpatrick e Karey Kirkpatrick (musiche e testi)
  - The Visit – John Kander (musiche) e Fred Ebb (testi)
- 2016: Hamilton – Lin-Manuel Miranda (musiche e testi)
  - Bright Star – Edie Brickell (musiche e testi) e Steve Martin (testi)
  - School of Rock – Andrew Lloyd Webber (musiche) e Glenn Slater (testi)
  - Waitress – Sara Bareilles (musiche e testi)
- 2017: Dear Evan Hansen – Benj Pasek & Justin Paul (musiche e testi)
  - Come From Away – David Hein & Irene Sankoff (musiche e testi)
  - Groundhog Day – Tim Minchin (musiche e testi)
  - Natasha, Pierre & The Great Comet of 1812 – Dave Malloy (musiche e testi)
- 2018: The Band's Visit – David Yazbek (musiche e testi)
  - Angels in America – Adrian Sutton (musiche)
  - Frozen – Robert Lopez & Kristen Anderson-Lopez
  - Mean Girls – Jeff Richmond (musiche) & Nell Benjamin (testi)
  - SpongeBob SquarePants – Yolanda Adams, Steven Tyler, Joe Perry, Sara Bareilles, Jonathan Coulton, Alex Ebert, The Flaming Lips, Lady Antebellum, Cyndi Lauper, Rob Hyman, John Legend, Panic! at the Disco, Plain White T's, They Might Be Giants, T.I., Domani & Lil'C (musiche e testi)
- 2019: Hadestown – Anaïs Mitchell (musiche e testi)
  - Be More Chill – Joe Iconis (musiche e testi)
  - Beetlejuice – Eddie Perfect (musiche e testi)
  - The Prom – Matthew Sklar (musiche) e Chad Beguelin (testi)
  - To Kill a Mockingbird – Adam Guettel (musiche)
  - Tootsie – David Yazbek (musiche e testi)

### Anni 2020
- 2021:A Christmas Carol – Christopher Nightingale (colonna sonora)
  - The Inheritance – Paul Englishby
  - La rosa tatuata – Fitz Patton & Jason Michael Webb (colonna sonora)
  - Slave Play – Lindsay Jones (colonna sonora)
  - The Sound Inside – Daniel Kluger (colonna sonora)
- 2022: Six – Toby Marlow & Lucy Moss (colonna sonora)
  - Flying Over Sunset – Tom Kitt (musiche) e Michael Korie (testi)
  - Mr. Saturday Night – Jason Robert Brown (musiche) e Amanda Green (testi)
  - Paradise Square – Jason Howland (musiche), Nathan Tysen & Masi Asare (testi)
  - A Strange Loop – Michael R. Jackson (colonna sonora)
- 2023: Kimberly Akimbo – Jeanine Tesori (musiche) e David Lindsay-Abaire (testi)
  - Almost Famous – Tom Kitt (musiche e testi) e Cameron Crowe (testi)
  - KPOP – Helen Park e Max Vernon (colonna sonora)
  - Shucked – Shane McAnally e Brandy Clark
  - Some Like It Hot – Marc Shaiman e Scott Wittman (colonna sonora)

## Compositori più premiati
7 Vittorie
- Stephen Sondheim

3 vittorie
- Cy Coleman
- Betty Comden
- Fred Ebb
- Adolph Green
- John Kander
- Andrew Lloyd Webber

2 vittorie
- Jerry Herman
- Robert Lopez
- Tim Rice
- Richard Rodgers
- Maury Yeston
- Lin-Manuel Miranda